# Оуен Тюдор
О́уен Тюдо́р (англ. Owen Tudor, спочатку — англ. Owain ар Meredydd або англ. Owen ар Meredith ар Tewdwr; *близько 1400 — †2 лютого 1461) — уельський землевласник і солдат, нащадок валлійського правителя Ріс ап Гріфіда. Вважається засновником династії Тюдорів, оскільки саме він прийняв на англійський манер прізвище Тюдор на честь свого діда Тідіра ап Горонві (валл. Tudur ap Goronwy).. Його онук Генріх VII став першим королем Англії з цього роду.
1422 року Оуен розпочав службу в доньки французького короля Карла VI Катерини Валуа(*1401-†1437), вдови англійського короля Генріха V. Через декілька місяців Оуен і Катерина стали коханцями, а пізніше — таємно повінчалися. Різні джерела вказують, що у них було від чотирьох до шести дітей:
- Тасінда Тюдор[4] (*1425—†1469)
- Оуен (Томас) Тюдор (*6 листопада 1429—†1502), чернець Вестмінстерського абатства
- Едмунд Тюдор (*близ. 1430 — †1 листопада 1456), граф Ричмонд, був одружений з Маргаритою Бофорт, представницею молодшого коліна династії Плантагенетів-Ланкастерів; їх син став королем Англії Генріхом VII (від Бофорів до Тюдорів перейшло графство Ричмонд).
- Джаспер Тюдор (*1431 — †21/26 грудня 1495), граф Пембрук, герцог Бедфорд
- Маргарита[1](?), черниця
- Катерина[1] (*3 січня 1437 — померла рано).

Катерина Валуа померла 3 січня 1437 року після пологів.
У старості Оуен взяв участь у війні Червоної та Білої троянд. 2 лютого 1461 року разом із сином Джаспером він командував військами Ланкастерів у битві під Мортімерс Кросс проти йоркістів і майбутнього короля Едварда IV. Ланкастери програли. Джаспер втік, а Оуена захопили в полон і обезголовили. До останнього моменту він не вірив, що його стратять.